# Christian Martin Frähn
Christian Martin Joachim (von) Frähn, (en russe : Христиан Данилович Френ), né le 23 mai (4 juin) 1782 à Rostock dans le duché du Mecklembourg-Schwerin et mort le 16 août (28 août) 1851 à Saint-Pétersbourg, est un orientaliste allemand qui s'est mis au service de l'Empire russe et qui fut fondateur du Musée Asiatique et académicien.

## Biographie
Il naît à Rostock où il termine le lycée classique et ensuite étudie l'arabe et l'hébreu biblique auprès d'Oluf Gerhard Tychsen à l'université de Rostock. Il poursuit ses études à l'université de Göttingen et à l'université de Tübingen. Après avoir terminé ses études, il se rend en 1802 en Suisse, où il enseigne le latin jusqu'en 1804 à Berthoud, à l'institut pédagogique fondé par Pestalozzi. À son retour à Rostock, il défend sa thèse de doctorat à la suite de laquelle il devient doctor philosophiæ.
En 1807, des universitaires de l'université de Kazan se tournent vers Tychsen pour lui demander de leur recommander quelqu'un qui pourrait enseigner les langues orientales à l'école orientaliste de Kazan. Il cite immédiatement Frähn qu'il qualifie de meilleur de ses étudiants. Ce dernier est donc invité à Kazan en tant que professeur ordinaire à la chaire des langues orientales. Il arrive en octobre 1807 dans la toute nouvelle université. Il y publie sa première monographie consacrée à la description de dix-sept pièces de monnaie samanides et bouyides, inconnue jusqu'alors en Europe. Frähn ne maîtrisant pas le russe, son enseignement est donné en latin, alors langue universelle des universitaires. Il enseigne en premier lieu l'arabe et donne aussi des cours spécialisés à propos de la littérature arabe (basés sur la chrestomathie de Tychsen) et de la numismatique arabe.
Les années suivantes, Frähn décrit des monnaies orientales issues de collections privées, conservées à Kazan ou dans d'autres villes, qui sont inconnues et proviennent du califat oriental, de la dynastie des Samanides, des Bulgares de la Volga, ou de divers princes tatars, etc. Il complète également sa propre collection. L'étude de ses pièces le conduit à se pencher sur l'histoire de leur provenance et de leurs anciens souverains, etc. ce qui l'amène à devenir expert en archéologie musulmane reconnu par ses pairs à l'étranger. En 1815, il est nommé doyen de la faculté de philosophie (histoire et philologie), mais peu de temps après, il est invité à Saint-Pétersbourg.
En 1815, Tychsen est prêt à lui laisser sa chaire à l'université de Rostock, mais Frähn choisit de travailler à l'Académie impériale des sciences. Il fonde en 1818 le Musée Asiatique de l'Académie avec le soutien du comte Ouvarov, qu'il dirige pendant près d'un quart de siècle jusqu'en 1842, laissant son poste à Bernhard Dorn.
Frähn est élu membre ordinaire de l'Académie en 1817. Il n'enseigne pas à Saint-Pétersbourg, mais certains érudits russes, iranologues ou arabisants, se considèrent comme étant de ses élèves, car il leur donne des entretiens privés. Woldemar von Tiesenhausen compte parmi ses disciples. Il dirige le deuxième département de la Bibliothèque de l'Académie impériale de 1819 à 1828.
Il prend sa retraite en 1842. Il meurt avec le rang de conseiller d'État. Il est enterré au cimetière luthérien de Saint-Pétersbourg.

## Quelques publications
- Numophylacium Orientale Pototianum. Riga: Hartmann, 1813.
- Beiträge zur Muhammedanischen Münzkunde aus St. Petersburg: oder Auswahl seltener und merkwürdiger, bis dahin unbekannter Muhammedanischer Münzen aus dem Kabinet des P. Pflug. Berlin, 1820.
- Antiquitatis Muhammedanae monumenta varia. Saint-Pétersbourg 1820-1822, 2 volumes.
- Ibn-Foszlan’s und anderer Araber Berichte über die Russen älterer Zeit. Francfort-sur-le-Main : Inst. for the History of Arab.-Islamic Science, 1994, réimpression de l'édition de Saint-Pétersbourg de / Institute for the History of Arabic-Islamic Science at the Johann Wolfgang Goethe University, Frankfurt am Main.
  - Hamburg: Buske, 1976. Nachdr. d. Ausg. von 1823.
- Numi kufici: ex variis museis selecti. Saint-Pétersbourg 1823.
- Ch. M. Fraehnii Recensio numorum Muhammedanorum Academiae imp. scient. Petropolitanae. Saint-Pétersbourg 1826, Nachtrag 1855.
- Notice d'une centaine d'ouvrages arabes, lac., qui manquent en grande partie aux bibliothèques de l'Europe 1834
- Über alte süd-sibirische Gräberfunde mit Inschriften von gewissem Datum. Saint-Pétersbourg 1837.
- Sammlung kleiner Abhandlungen die muhammedanische Numismatik betreffend. Leipzig 1839; neue Sammlung, Saint-Pétersbourg 1844;
- Miscellen aus dem Gebiete der orientalischen Litteratur. Saint-Pétersbourg 1840.
- Cosmographie de Dimeschky. Saint-Pétersbourg, Imprimerie de l’Académie impériale des sciences, 1866.
- Dorn décrit la collection numismatique de Frähn dans Opusculorum postumorum pars; Adnotationes in varia opera numismatica (Saint-Pétersbourg 1877).